# Ruisseau de Lavail
Le ruisseau de Lavail est une rivière du sud de la France, dans le département de l'Ariège et un sous-affluent de la Garonne par l'Ariège.

## Géographie
De 11,4 km de longueur, le ruisseau de Lavail prend sa source dans les Pyrénées en Ariège et se jette dans l'Ariège en rive gauche sur la commune de Luzenac.

## communes traversées
Le ruisseau de Lavail coule entièrement dans une seule commune de l'Ariège : Luzenac.

## Principaux affluents
- Ruisseau de l'Uscladeille : 2,2 km
- Ruisseau d'Aygue Bernine : 2,4 km
- Ruisseau de l'Encombré : 2,5 km